# Czasem tak, czasem nie
Czasem tak, czasem nie (hindi Kabhi Haan Kabhi Naa / कभी हाँ कभी ना) – bollywoodzki dramat miłosny z 1994 roku w reżyserii Kundana Shaha. Jeden z wcześniejszych filmów Shah Rukh Khana, gwiazdy kina indyjskiego. 
Akcja filmu rozgrywa się w środowisku młodzieży żyjącej na wybrzeżu Goa. Tematem są losy życiowego nieudacznika rozczarowującego ojca swoją pasją do muzyki i lekceważeniem nauki. Próbuje on odnaleźć swoje miejsce w życiu poprzez miłość i grę w zespole muzycznym.

## Opis
Wybrzeże Goa. Młody chłopak Sunil (Shah Rukh Khan) mieszka ze swoją rodziną w małym miasteczku. Jego ojciec, właściciel zakładu mechanicznego oczekuje od niego po wielokrotnych niepowodzeniach dobrze zdanych egzaminów szkolnych i pracy w warsztacie. Czuje się zawiedziony synem. Sunil tęsknie grający nocami na trąbce ma tylko dwie pasje: muzykę i miłość do Aany (Suchitra Krishnamoorthi). Aana, wokalistka z zespołu, w którym Sunil gra na trąbce, zakochana w gitarzyście Chrisie (Deepak Tijori), widzi w nim tylko kumpla. Nie zauważa cichej miłości Sunila. Ten próbuje ją pozyskać oczerniając Chrisa. Kłamstwa wychodzą na jaw i Sunil przeżywa odrzucenie z każdej strony. Kumple wyrzucają go z zespołu, Aana nie chce go znać. Odrzuca go też ojciec, którego Sunil okłamuje przedstawiając mu podrobione świadectwo szkolne. Sunil czuje się życiowym nieudacznikiem, ale nagle jego los się zmienia.

## Obsada
- Shah Rukh Khan – Sunil
- Suchitra Krishnamoorthi – Aana
- Deepak Tijori – Chris (jako Depak Tijori)
- Rita Bhaduri – Mary Sullivan
- Satish Shah – Saimon (ojciec Aany)
- Anjan Srivastav – Vinayak
- Goga Kapoor – Anthony Gomez, The Don
- Tiku Talsania – P. Patel
- Ravi Baswani – Albert Sullivan
- Naseeruddin Shah – Father Breganza
- Juhi Chawla – gościnnie

## Piosenki
Muzykę do filmu skomponował duet Jatin-Lalit, znany z takich filmów, jak m.in. Żona dla zuchwałych (1995), Coś się dzieje (1998) czy Fanaa (2006). Piosenki wykorzystane w filmie to:
- „Ae Kaash Ke Hum” – Kumar Sanu
- „Aana Mere Pyaar Ko” – Kumar Sanu, Alka Yagnik
- „Deewana Dil Deewana” – Amit Kumar, Udit Narayan
- „Kyon Na Hum” – Udit Narayan, Vijeta
- „Sachi Yeh Kahani” – Amit Kumar, Alka Yagnik
- „Woh To Hai” – Kumar Sanu, Devika

## Nagrody i nominacje
- Shah Rukh Khan – Nagroda Filmfare Krytyków dla Najlepszego Aktora
- Shah Rukh Khan – nominacja do Nagrody Filmfare dla Najlepszego Aktora